# Heilmoorbad Schwanberg

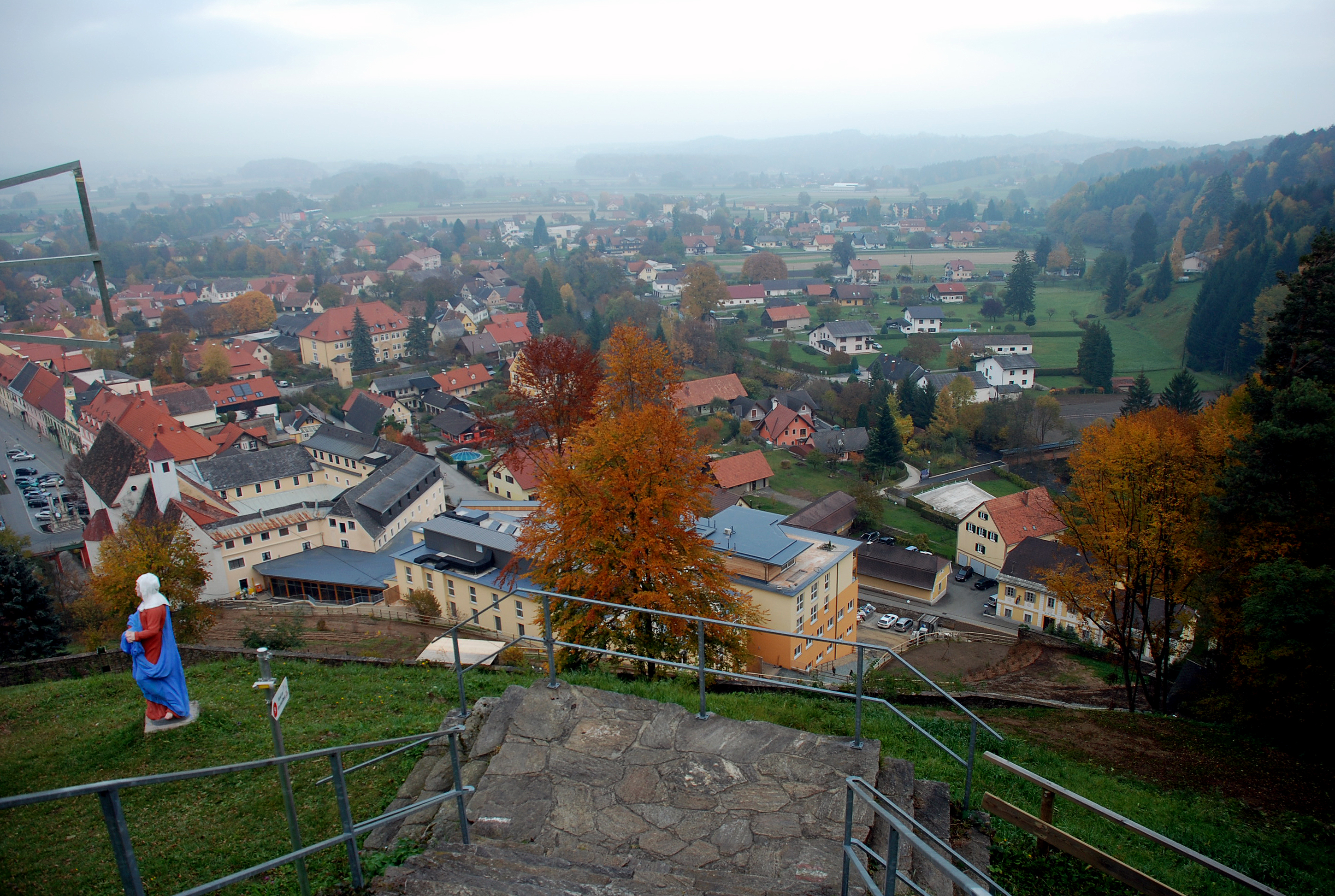
Das ehemalige Kapuzinerkloster beim Hauptplatz in Schwanberg, rechts davon in baulicher Verbindung das Heilmoorbad, Blick von der Josefikirche auf der Anhöhe

Das Heilmoorbad Schwanberg steht in der Marktgemeinde Bad Schwanberg im Bezirk Deutschlandsberg in der Steiermark. Das ehemalige Kapuzinerkloster mit der Umfassungsmauer steht unter Denkmalschutz. Für das Heilmoorbad wird das Moor in Garanas genützt, das in ca. 6000 Jahren zu einer Stärke von 6 m angewachsen ist und 1965 als Heilmoor anerkannt wurde ⊙. Das Heilmoorbad wird seit seiner Gründung 1973 von der Familie des ehemaligen Nationalteam-Torhüters Gernot Fraydl betrieben.

## Geschichte
1648 kaufte Freifrau Sophie Kempinsky den Amthof der Herrschaft des Schlosses Schwanberg von Jakob Khöfler. Die Gebäude dieses Amthofs brannten am 4. September 1681 ab. 1685 wurde Graf Georg Ferdinand Falbenhaupt Besitzer, 1706 schenkte er die Brandstätte samt umgebenden Grundstücken den Kapuzinern. Die Anlage wurde von den Kapuzinern auf den verbliebenen Resten wieder aufgebaut und 1714 eingeweiht. Das Kloster bestand bis 1969, es hatte einen Höchststand von 24 Patres. Von 1971 bis 1973 wurde das Klostergebäude für das Heilmoorbad adaptiert, die Klosterkirche blieb bestehen.

## Architektur
Das einfache zweigeschoßige Klostergebäude umfasst mit der Klosterkirche Schwanberg einen unregelmäßigen Innenhof. Die Anlage hatte ursprünglich 36 Zimmer, nach Umbauen 2010/11 und 2018 sind 91 Zimmer, zwei Penthäuser sowie Therapiebereich und Saunalandschaft verfügbar.